# Partido Democrático del Pueblo

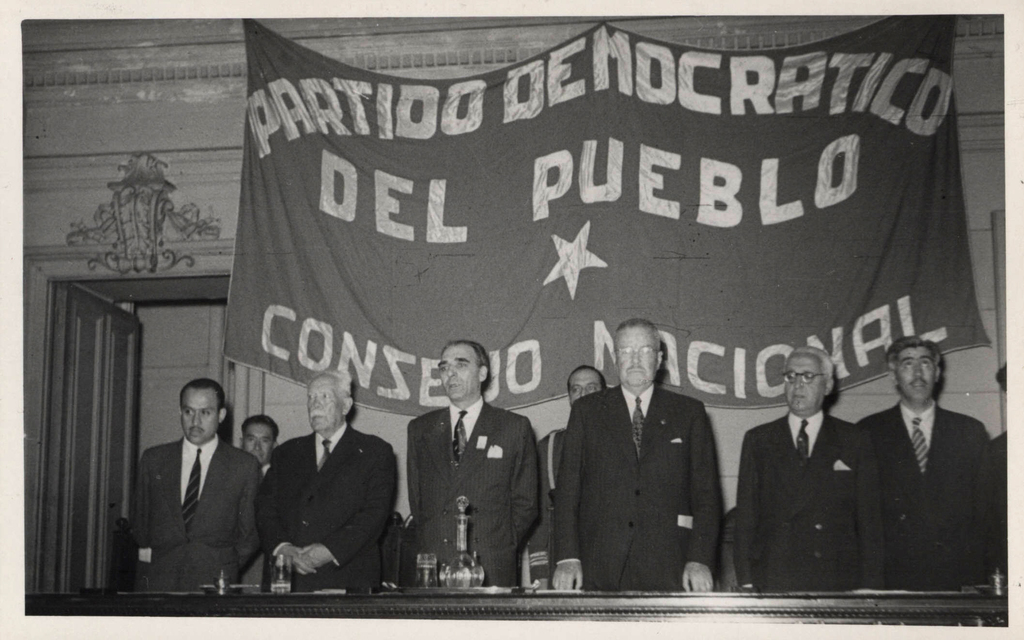
Consejo Nacional del Partido Democrático del Pueblo, con la presencia de Carlos Ibáñez del Campo.

El Partido Democrático del Pueblo (PDP) fue un partido político chileno ibañista fundado el 9 de noviembre de 1948 al fraccionarse el Partido Democrático. Fue parte de los movimientos políticos que respaldaron la candidatura de Carlos Ibáñez del Campo para la elección presidencial de 1952. 
Se separó del Partido Democrático debido a su oposición a la Ley de Defensa Permanente de la Democracia que eliminó de los registros políticos al Partido Comunista.
Participó en el gobierno de Ibáñez hasta 1954, cuando en conjunto con el Partido Socialista Popular, el Partido Socialista y el proscrito Partido Comunista formó el Frente de Trabajadores; este fue el paso previo a la fundación del Frente de Acción Popular (FRAP). El 10 de noviembre de 1954 Antonio Poupin Gray fue elegido como nuevo presidente del PDP. En diciembre de 1955 fue elegida una nueva mesa directiva encabezada por Humberto Martones (presidente), Luis Minchel (vicepresidente) y Guillermo Gruss Mayer (secretario general).
El Partido Democrático del Pueblo se fusionó con el Partido Democrático de Chile en mayo de 1956 para conformar nuevamente el Partido Democrático. Parte de sus militantes decidió no formar parte de dicha fusión y conformaron el Partido Democrático Doctrinario.

## Resultados electorales

### Elecciones parlamentarias
|  | 1,87 % |

|  | 4,82 % |

|  | 5,01 % |

### Elecciones municipales
|  | 2,32 % |

|  | 2,95 % |